# Slatina, Tjeckien
Slatina är en ort i Tjeckien.   Den ligger i regionen Södra Mähren, i den sydöstra delen av landet, 170 km sydost om huvudstaden Prag. Slatina ligger 366 meter över havet och antalet invånare är 258.
Terrängen runt Slatina är platt.Runt Slatina är det ganska glesbefolkat, med 42 invånare per kvadratkilometer. Närmaste större samhälle är Znojmo, 18,4 km söder om Slatina. Trakten runt Slatina består till största delen av jordbruksmark.